# Уром
Уром — село в Малопургинском районе Удмуртской Республики России.
Расположено в 16 км к западу от Малой Пурги и в 40-45 км к юго-западу от Ижевска. Вблизи села протекает река Бугрышка.
Через село проходит ж.-д. линия Москва — Казань — Екатеринбург.

## История
Весной 1911 года начали прорубать лес для строительства железной дороги. На строительстве кроме окрестных крестьян, работало много приезжих, разных национальностей.
Первыми жителями села Уром стали железнодорожники.
В 1912—1913 годах было построено здание станции Уром. В 1915 году — дом стрелочников.
Во время строительства железной дороги зародилось название поселка «УРОМ» — и по-русски и по-татарски уром-друг, приятель, знакомый.
В 1920 году в Уроме был образован леспромхоз, но местность богатая лесами неоднократно подвергалась пожарам.
В 1926 году был очень крупный пожар уничтоживший на многие километры хвойный лес. На выгоревших землях началась разработка земель под посевы. Так в 1926 году в Уроме образовалась «Майская коммуна». Коммунары вручную обрабатывали целину. Жили коммунары в бараках по 2-3 семьи. В 1929 году коммуна распалась.
В 1930 году в Уроме был образован совхоз «Уромский» 1000га пашни, 60 голов лошадей, постоянных рабочих было 73 человека. В 1960 году совхоз «Уромский» был передан в введение Сельскохозяйственного института и переименовано в Учебно-опытно-производственное хозяйство «Уромское». В 1964 году передано Удмуртской Государственной сельскохозяйственной опытной станции и переименовано в Опытно-производственное хозяйство «Уромское».
В 2005—2021 годах село являлось центром Уромского сельского поселения.

## Население
| 2010 | 2012  |
| ---- | ----- |
| 1102 | ↘1079 |